# Juan David Moreno
Juan David Moreno (Quibdó, Chocó, Colombia, 26 de septiembre de 2001) es un futbolista colombiano. Juega de Mediocentro ofensivo en el Cúcuta Deportivo de la Categoría Primera B.

## Trayectoria
Su debut fue en la quinta fecha de la Copa Colombia 2018 enfrentando a Santa Fe en el Estadio El Campín de Bogotá. Este encuentro terminó 2-0. Moreno Ha hecho todas las divisiones inferiores en el equipo capitalino..

## Clubes
| Club           | País     | Temporada   | Partidos | Goles |
| -------------- | -------- | ----------- | -------- | ----- |
| Fortaleza CEIF | Colombia | 2021 - 2021 | 23       | 4     |

| Club             | País     | Temporada     | Partidos | Goles |
| ---------------- | -------- | ------------- | -------- | ----- |
| Cúcuta Deportivo | Colombia | 2022 - actual | 23       | 4     |